# موفين

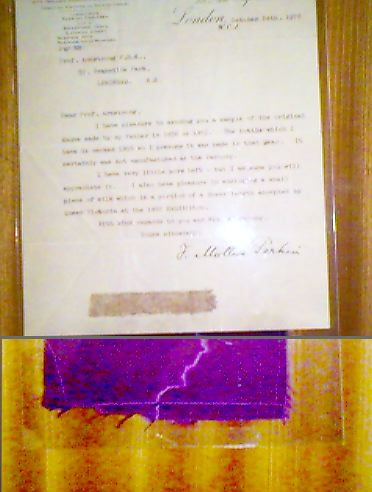
رسالة من ابن بيركين، مع عينة من الحرير المصبوغ.

الموفين (بالإنجليزية: Mauveine)‏ كما يعرف باسم أرجوان الأنيلين وموف بيركين، وهو أول صباغ عضوي تركيبي.
واسمه الكيميائي 3-amino-2,±9-dimethyl-5-phenyl-7-(p-tolylamino)phenazinium acetate. وصيغته الكيميائية C26H23N4+X− (موفين A) و C27H25N4+X− (موفين B، انظر في الأسفل).

## تاريخ
لقد اكتشف السير ويليم هنري بيركين الموفين صدفة في سنة 1856، حين كان يحاول اصطناع الكينين وهو دواء لعلاج الملاريا كتحد لأستاذه أوغست فلهيلم فون هوفمان. وفي إحدى محاولاته أكسد بيركين الأنيلين باستخدام ثنائي كرومات البوتاسيوم. وتحت هذه الشروط يتفاعل الأنيلين مع الشوائب الموجودة في التولودين (Toluidine) لإنتاج صلب أسود وهو ناتج عام لخطأ في الاصطناع الكيميائي. وأثناء محاولته تنظيف القارورة، اكتشف بيركين أن بعض المكونات السوداء الصلبة ذابت في الكحول لتعطي محلولا أرجواني اللون، ظهر له لاحقا أنه صباغ فعال في صباغة الحرير والأنواع الأخرى من الألياف.
حصل بيركين على براءة اختراع للصباغ الجديد وافتتح في العام التالي معمل للأصبغة في غرينفورد على ضفاف القناة الاتحادية الكبيرة في لندن لإنتاج الصباغ بكميات تجارية. وقد انتج تحت اسم أرجوان الأنيلين أو أرجوان صور وهو اسم الصباغ الطبيعي القديم المستخرج من الرخويات. وقد سمي اللون الناتج عن الصباغ بلون الموف في إنجلترا في بدايات 1859، وجاء من الاسم الفرنسي لزهرة الخباز (Malva)، ثم سماه الكيميائيون باسم الموفين. وقد أصبح الموف مطابقا جدا لذوق العصر في سنة 1862 م عندما ظهرت الملكة فيكتوريا في العرض الملكي برداء من الحرير الموف. خرج الموف من الموضة في أواخر الستينيات من القرن الثامن عشر إلى ألوان تركيبية جديدة، بعد أن جنى بيركين ثروة كبيرة، وولدت صناعة الاصطناع الكيميائي. ولقد أدرج الاتحاد الوطني الأمريكي للحلوانيين الموفين بين المواد المسموحة للتلوين الغذائي في بدايات القرن العشرين، وبعدة أسماء مكافئة مثل روسولان، والعجين البنفسجي، والكروم البنفسجي، والأنيلين البنفسجي، وأرجوان الأنيلين، وبنفسج بيركين، وإنديسين، وفينامين، وبروربورين، وتيرالين، وأرجوان صور، وليندين.

## معرض صور
